# شهلا بن مختار
شهلا بن مختار (من مواليد 30 ديسمبر 1997) لاعبة كرة طائرة جزائرية. كانت جزءًا من المنتخب الوطني الجزائري للكرة الطائرة.

## روابط خارجية
- الملف الشخصي في FIVB.org